# Charles Aimé Halpin
Charles Aimé Halpin (* 30. August 1930 in Saint-Eustache, Manitoba, Kanada; † 16. April 1994 in Regina, Saskatchewan) war ein kanadischer Geistlicher und römisch-katholischer Erzbischof von Regina.

## Leben
Charles Aimé Halpin studierte Philosophie und Katholische Theologie am St. Boniface Seminary. Er empfing am 27. Mai 1956 in Saint-Eustache das Sakrament der Priesterweihe. 1958 wurde Halpin für weiterführende Studien nach Rom entsandt, wo er 1960 an der Päpstlichen Universität Gregoriana das Lizenziat im Fach Kanonisches Recht erwarb. Anschließend war Charles Aimé Halpin in der erzbischöflichen Kanzlei und am Offizialat des Erzbistums Winnipeg tätig. Halpin war zudem Mitglied der Canadian Canon Law Society.
Am 24. September 1973 ernannte ihn Papst Paul VI. zum Erzbischof von Regina. Der Erzbischof von Winnipeg, George Bernard Kardinal Flahiff CSB, spendete ihm am 26. November desselben Jahres die Bischofsweihe; Mitkonsekratoren waren der Erzbischof von Toronto, Philip Francis Pocock, und der Erzbischof von Saint-Boniface, Maurice Baudoux. Die Amtseinführung erfolgte am 12. Dezember 1973.